# Phyllyphanta hyalinata
Phyllyphanta hyalinata är en insektsart som beskrevs av Stsl 1859. Phyllyphanta hyalinata ingår i släktet Phyllyphanta och familjen Flatidae. Inga underarter finns listade i Catalogue of Life.